# Pseudochaenichthys georgianus
Pseudochaenichthys georgianus är en fiskart som beskrevs av Norman, 1937. Pseudochaenichthys georgianus ingår i släktet Pseudochaenichthys och familjen Channichthyidae. Inga underarter finns listade i Catalogue of Life.